# Zola phana
Zola phana là một loài bướm đêm trong họ Geometridae.